# Giuseppe Averani

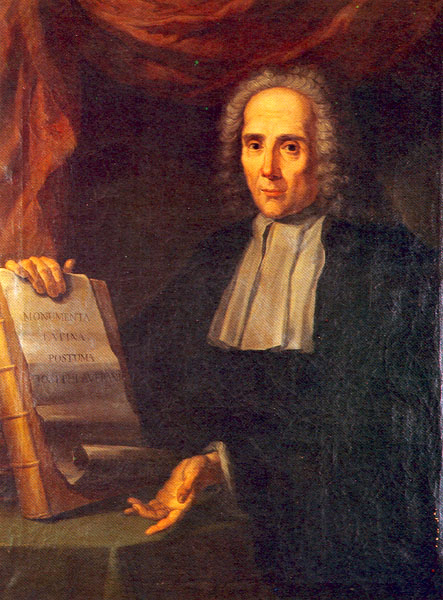
Giuseppe Averani

Giuseppe Averani, latinisiert Josephus Averanus (* 20. März 1662 in Florenz; † 24. August 1738 ebenda) war ein italienischer Jurist und Naturwissenschaftler.

## Leben
Averani studierte Rechtswissenschaften an der Universität Pisa. Dort wurde er von Lorenzo Magalotti und Francesco Redi für einen Lehrstuhl in Rechtswissenschaften vorgeschlagen, auf den er 1685 durch den toskanischen Großherzog Cosimo III. de’ Medici berufen wurde.
Friedrich August I. besuchte 1688 und 1713 einen Vortrag Averanis. Viktor Amadeus II. versuchte ihn erfolglos an die Universität Turin zu rufen. Als Auditor der florentinischen Rota beriet er Herzog und Minister. Die Römische Rota berief sich in mehreren Urteilen auf ihn. Zu seinem Bekanntenkreis zählten Lorenzo Bellini, Giuseppe Del Papa (1648–1735) und Guido Grandi.

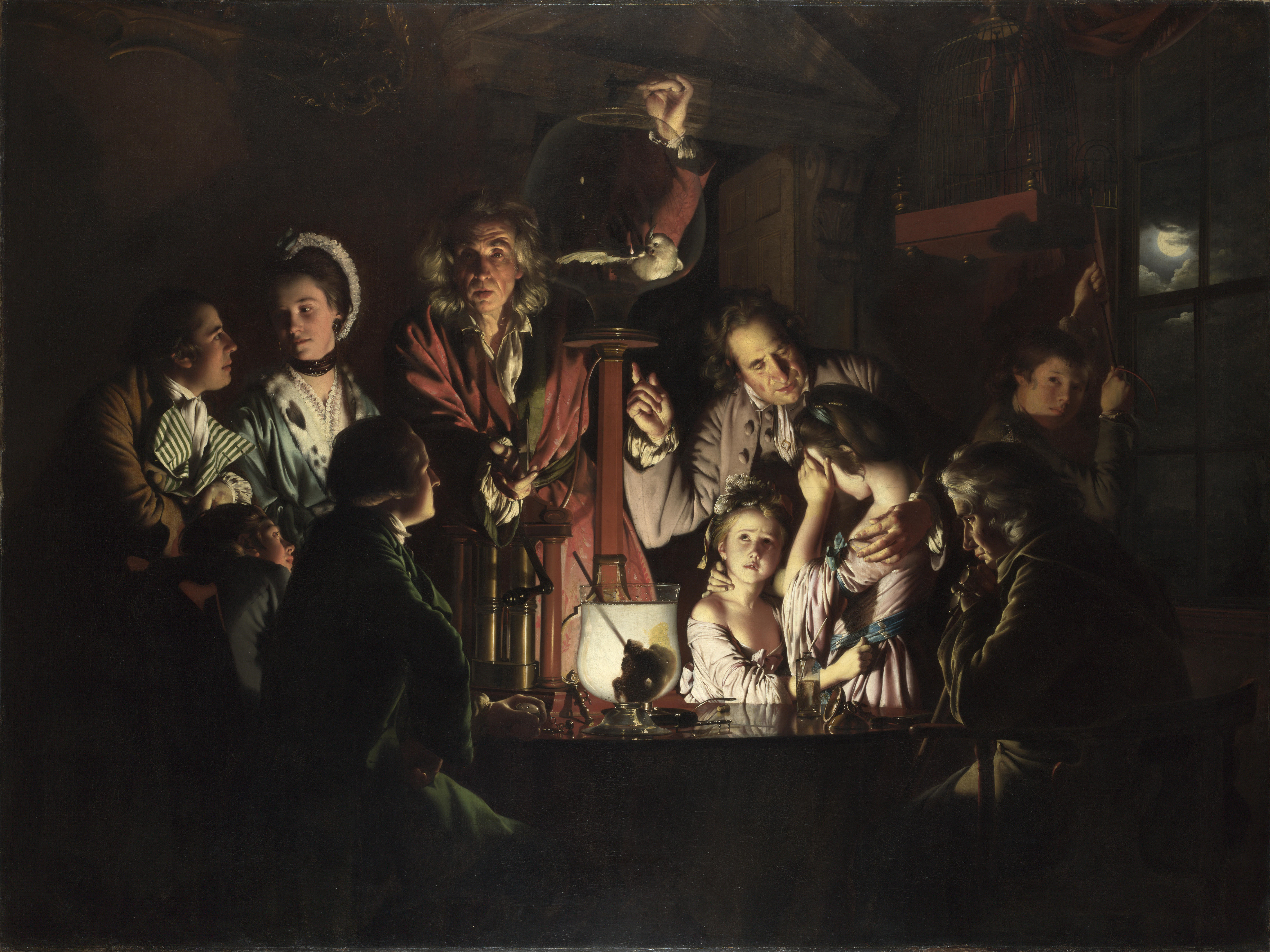
Robert Boyle experimentiert mit einer Vakuumpumpe

Giuseppe Averani beschäftigte sich mit Geographie, Philosophie, Theologie, Astronomie und Geometrie, vor allem aber mit Experimentalphysik. Im botanischen Garten von Pisa unternahm er Versuche mit der Boyleschen Vakuumpumpe sowie mit Elektrizität nach dem Vorbild Francis Hauksbees. Im Auftrag des Großherzogs untersuchte er mit Cipriano Targioni das Verbrennen von Edelsteinen mit Hilfe eines Brennglases; ein Experiment das später von Humphry Davy nachgeahmt wurde. Seine Ergebnisse schrieb er in seinen postum veröffentlichten Lezioni Toscane auf. Darin setzt er sich auch mit der Frage nach der Natur und Geschwindigkeit von Licht und Schall auseinander. Unter Anleitung Lorenzo Magalottis erforschte er Gerüche. Er gründete die Accademia degli Oppressi, eine Gesellschaft zum Gedankenaustausch über Physik. Mit De Momentis corporum gravium inclinatis schrieb Averani auf Anregung Vincenzo Vivianis eine Vereidigung Galileo Galileis.
Er war Mitglied der Accademia della Crusca (seit 1697) und seit 1712 der Royal Society.

## Werke
- Disputatio de iure belli et pacis, 1703
- Interpretationes Iuris, Band I—II, Florenz, 1713; Band III—V, Florenz, 1740–1746
- De libertate Civitatis Florentiae eiusque Dominii, Pisa, 1721
- Oratio de Iurisprudentia, Medicina, Theologia, 1723
- Lezioni sopra la Passione di Gesù Cristo, Urbino, 1738
- Lezioni Toscane, 3 Bände, Florenz, 1744–46
  - Lezioni toscane. Band 2. Gaetano Albizzini, Florenz 1744 (italienisch).
  - Lezioni toscane. Band 2. Gaetano Albizzini, Florenz 1746 (italienisch, Online).
  - Lezioni toscane. Band 3. Gaetano Albizzini, Florenz 1761 (italienisch, Online).
- Monumenta Latina, Florenz, 1769
- Del vitto e delle cene degli antichi, Florenz, 1863

### Manuskripte
- Firenze, Biblioteca Medicea Laurenziana,... Florenz 1332 (Latein, Online).

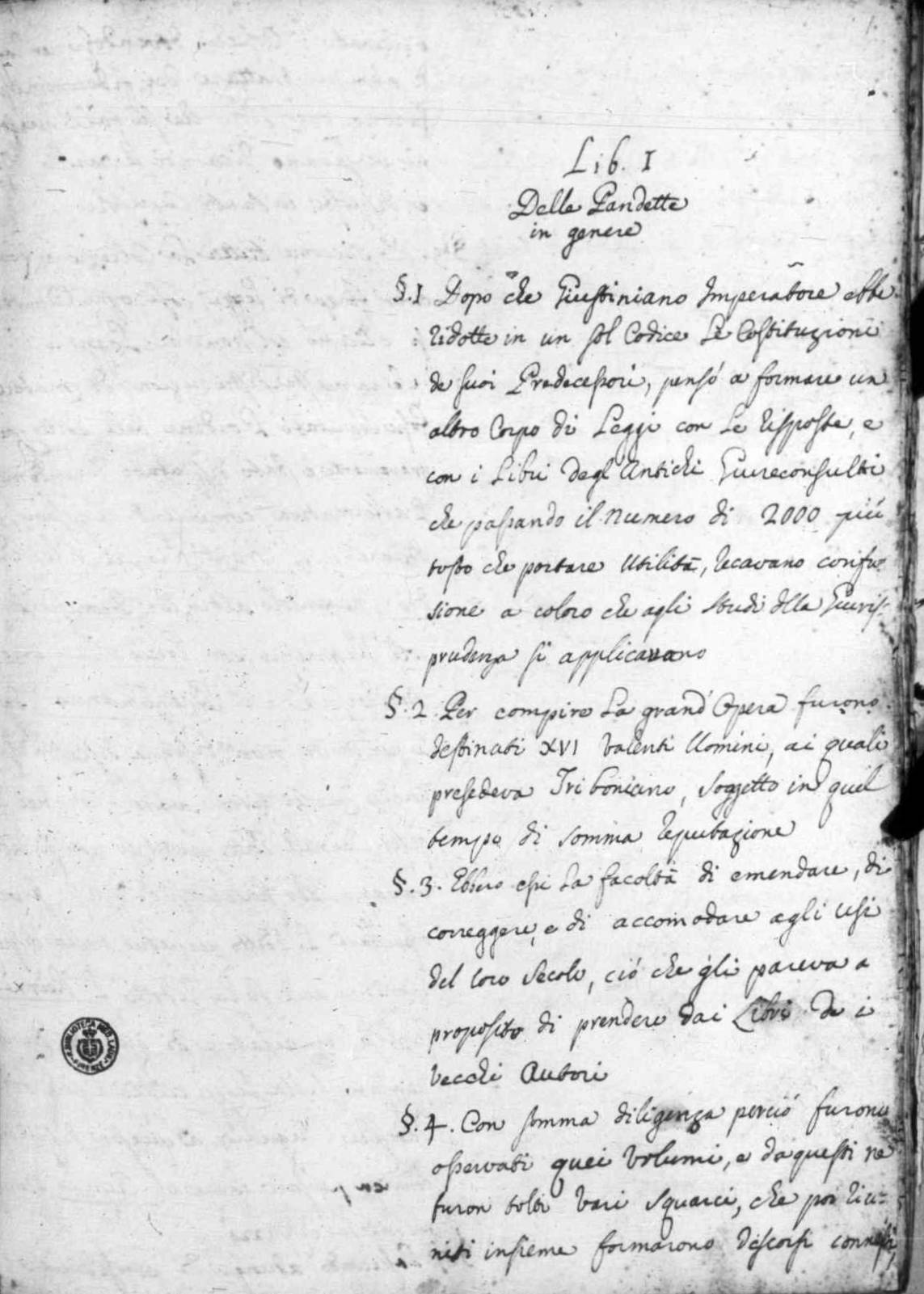
Historia Pandectarum Pisanarum, Manuskript aus dem 17. jahrhundert. Florenz, Biblioteca Medicea Laurenziana, Fondo Ashburnham.
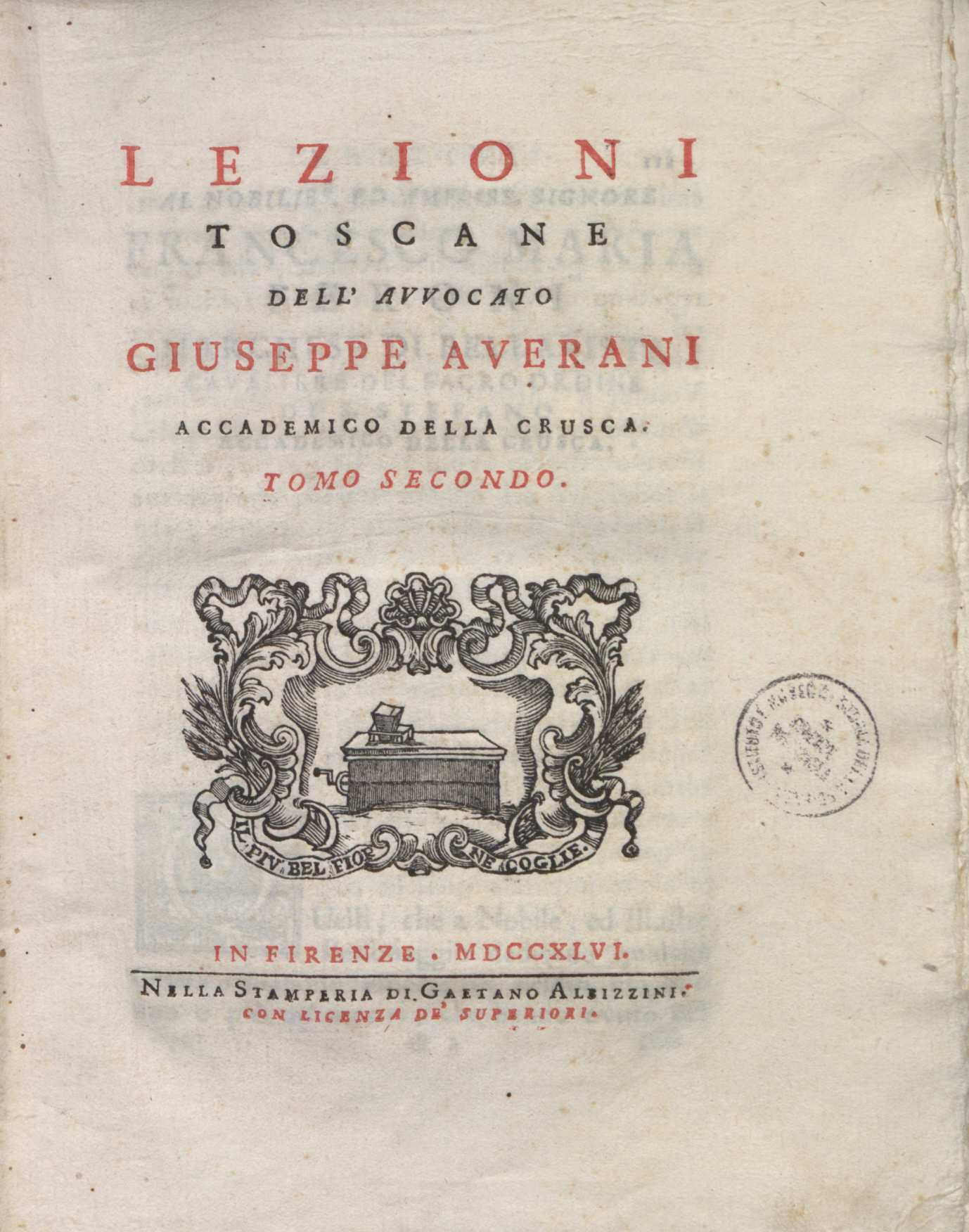
Lezioni toscane, Band 2, 1746